# حبیب‌الرحمان پدرام
حبیب‌الرحمان پدرام (زادهٔ ۱۳۶۵ خورشیدی در هرات) سیاست‌مدار، روزنامه‌نگار، شاعر و نویسندهٔ فارسی‌زبان اهل هرات، افغانستان است. او به‌عنوان نمایندهٔ مردم هرات در دورهٔ هفدهم و واپسین دورهٔ مجلس نمایندگان در دولت جمهوریت، پیش از تسلط طالبان، فعالیت می‌کرد. پدرام عضو کمیسیون عدلی و قضایی مجلس نمایندگان افغانستان بود.

## زندگی‌نامه
حبیب‌الرحمان پدرام در سال ۱۳۶۵ خورشیدی در شهر هرات و در یک خانوادهٔ فارسی‌زبان زاده شد. پدرش، مولوی عبدالغفور صالحی، از علمای سنتی هرات بود که به تدریس علوم دینی و خطابت مشغول بود. پدرام تحصیلات ابتدایی و متوسطه را در لیسهٔ سیفی هرات به پایان رساند و سپس در دانشگاه هرات به تحصیل در رشتهٔ روزنامه‌نگاری و ارتباطات جمعی پرداخت. او همچنین زبان و ادبیات فارسی را در یک دانشگاه خصوصی و تحصیلات دینی (شرعیات) را به‌صورت سنتی و در نزد پدر و تعدادی از علمای هرات فرا گرفت. وی به‌غیر از فارسی به زبان‌های پشتو، عربی و انگلیسی تسلط دارد.

## سوابق شغلی
پیش از ورود به مجلس نمایندگان افغانستان، پدرام عضو شورای ولایتی هرات بود و از سال ۱۳۹۳ تا ۱۳۹۷ خورشیدی در این سمت فعالیت داشت. او پیش از این دوره به‌عنوان فعال رسانه‌ای شناخته می‌شد. در سال ۱۳۹۲ خورشیدی، وی یک شبکهٔ تلویزیونی محلی به نام «جوانه» را در هرات تأسیس کرد که ریاست آن را تا پیش از سقوط دولت افغانستان در مرداد (اسد) ۱۴۰۰ بر عهده داشت. این تلویزیون برنامه‌های سیاسی، خبری، ادبی، اجتماعی و سرگرمی تولید می‌کرد، اما پس از تسلط طالبان فعالیت آن متوقف شد.

## شورای ولایتی هرات
در سال ۱۳۹۳ خورشیدی، پدرام به‌عنوان نفر پنجم وارد شورای ولایتی هرات شد و جوان‌ترین عضو این شورا لقب گرفت. او در مقابل رئیس شورای ولایتی نقش اپوزیسیون داشت و تقابل آنها بارها رسانه‌ای شد.

## مجلس نمایندگان افغانستان
حبیب‌الرحمان پدرام در انتخابات پارلمانی سال ۱۳۹۷ خورشیدی با بیشترین آرای مردمی به‌عنوان نفر اول از ولایت هرات وارد مجلس نمایندگان افغانستان شد. تجربهٔ کار در شورای ولایتی هرات و سخنرانی‌های پرشور او در کمپین‌های انتخاباتی نقش مهمی در راه‌یابی او به مجلس نمایندگان افغانستان داشت. وی در پارلمان افغانستان به دلیل ادبیات صریح، مواضع تند علیه طالبان و نطق‌های انتقادی از حکومت مرکزی شهرت یافت و به‌تدریج به یکی از منتقدان صریح‌اللهجه دولت به رهبری محمد اشرف غنی تبدیل شد. او رئیس‌جمهور پیشین، اشرف‌غنی را به دلیل عمل‌کرد فراقانونی، فساد، سوءمدیریت و ناتوانی در حفظ امنیت کشور، به‌ویژه پس از ترور یما سیاوش، به‌شدت مورد انتقاد قرار داد.

## دیدگاه‌های سیاسی
حبیب‌الرحمان پدرام معتقد است که افغانستان سرزمین اقلیت‌هاست و بزرگ‌ترین مشکل آن، عدم اجرای عدالت سیاسی، اقتصادی و اجتماعی و تسلط یک اقلیت بر تمامی ابعاد دولت است. او حل مشکلات افغانستان را در تمرکززدایی قدرت، توزیع عادلانهٔ ثروت و افزایش نقش ولایات در اقتصاد و سیاست می‌داند. پدرام باور دارد که با روی‌کار آمدن قدرت‌های ولایتی بر مبنای رأی مردم، اجرای سیاست‌های برابر میان اقوام و اقشار جامعه، و همچنین اجرای عدالت در تمامی امور، افغانستان می‌تواند در مسیر شکوفایی قرار گیرد. وی عضو هیچ حزب یا جریان سیاسی خاصی نیست.
پدرام بارها عمل‌کرد طالبان و نیروهای خارجی در افغانستان را مورد انتقاد قرار داده بود. او معتقد بود که خروج نیروهای خارجی از افغانستان باید با مسئولیت‌پذیری و در نظر گرفتن شرایط شکنندهٔ کشور صورت گیرد.

## دفاع از زبان فارسی
پدرام معتقد است که افغانستان کنونی، که بخش بزرگی از خراسان کهن است، زادگاه زبان فارسی دری بوده و او خود را یک هراتیِ فارسی‌زبان تعریف می‌کند. وی ادعا می‌کند که فارسی‌زبانان به‌عنوان یک هویت قومی و فرهنگی در طول تاریخ افغانستان با بی‌عدالتی، تبعیض و انکار متداوم حاکمان مواجه بوده‌اند. پدرام چه در زمان عضویت در شورای ولایتی هرات و چه در زمان عضویت در مجلس نمایندگان افغانستان، برای دفاع از زبان فارسی و هویت فارسی‌زبانان مبارزه کرده است. نطق او در دفاع از زبان فارسی در مجلس نمایندگان افغانستان به‌طور گسترده‌ای در جامعه بازتاب یافت. این سخنان او در واکنش به قرار دادن زبان فارسی در دستهٔ زبان‌های خارجی توسط مرکز احصائیهٔ افغانستان بود. وی در بخشی از این نطق می‌گوید: 
فارسی فقط یک زبان نیست، فارسی تاریخ ماست، تمدن ماست، هویت ماست… .

## انتقاد از طالبان
پدرام بارها عمل‌کرد طالبان را مورد انتقاد قرار داده است. در زمانی که مذاکرات صلح میان آمریکا و طالبان در دوحه جریان داشت، او در یکی از نطق‌های پارلمانی طالبان را خطاب قرار داد و گفت: «ما اکنون پشتیبان این مذاکرات هستیم و امیدواریم جنگ و برادرکشی پایان یابد… اما اگر به زور متوسل شوید، جبههٔ نوین مقاومت تشکیل خواهد شد و فوج‌فوج از جوانان این سرزمین در مقابل شما خواهند جنگید…»